# 1047
| 1047               |
| ------------------ |
| Dødsfald - Fødsler |
|                    |

| Gregoriansk kalender | 1047 MXLVII             |
| Ab urbe condita      | 1800                    |
| Armensk kalender     | 496 ԹՎ ՆՂԶ              |
| Kinesiske kalender   | 3743 – 3744 丙戌 – 丁亥 |
| Etiopisk kalender    | 1039 – 1040             |
| Jødisk kalender      | 4807 – 4808             |
| Hindukalendere       |                         |
| - Vikram Samvat      | 1102 – 1103             |
| - Shaka Samvat       | 969 – 970               |
| - Kali Yuga          | 4148 – 4149             |
| Iransk kalender      | 425 – 426               |
| Islamisk kalender    | 438 – 439               |

Konge i Danmark: Magnus den Gode 1042-1047 og Svend 2. Estridsen 1047-1074
Se også 1047 (tal)

## Begivenheder
- Svend 2. Estridsen bliver konge i Danmark. Alle efterfølgende danske regenter nedstammer fra Svend Estridsen.
- Harald Hårderåde bliver konge i Norge

## Dødsfald
- 25. oktober – Magnus den Gode dør. Konge af Danmark fra 1042. Konge af Norge fra 1035 (født 1024).
- Rudolf Glaber – fransk historiker